# Ada Parellada
Ada Parellada i Garrell (Granollers, 26 de febrero de 1967) es una cocinera española conocida por dirigir el restaurante barcelonés Semproniana y por su presencia en los medios de comunicación.

## Biografía
Sus orígenes familiares están ligados a la restauración. Su hermano Ramón Parellada es propietario de la Fonda Europa de Granollers y del restaurante Senyor Parellada de Barcelona y su hermana Teresa Parellada es responsable de Can Ribas, en (Bigas).
Ada Parellada abrió el restaurante Semproniana en La Antigua Izquierda del Ensanche en 1993 y posteriormente abrió otros dos restaurantes, ambos en Barcelona: Petra (Borne) y Pla dels Àngels (Arrabal). Además, imparte talleres de cocina y es muy activa en los medios de comunicación en la difusión de una alimentación saludable. Ha publicado varios libros de recetas y también es autora de la novela Sal de vainilla (2012).
En 2015 participó en la candidatura de Junts pel Sí para las Elecciones al Parlamento de Cataluña de 2015 de 2015 como suplente en las listas de la circunscripción de Barcelona.
Un año después, en 2016, fue galardonada con la Cruz de Sant Jordi en reconocimiento por su trayectoria en el mundo de la restauración.